# 투르네 성당

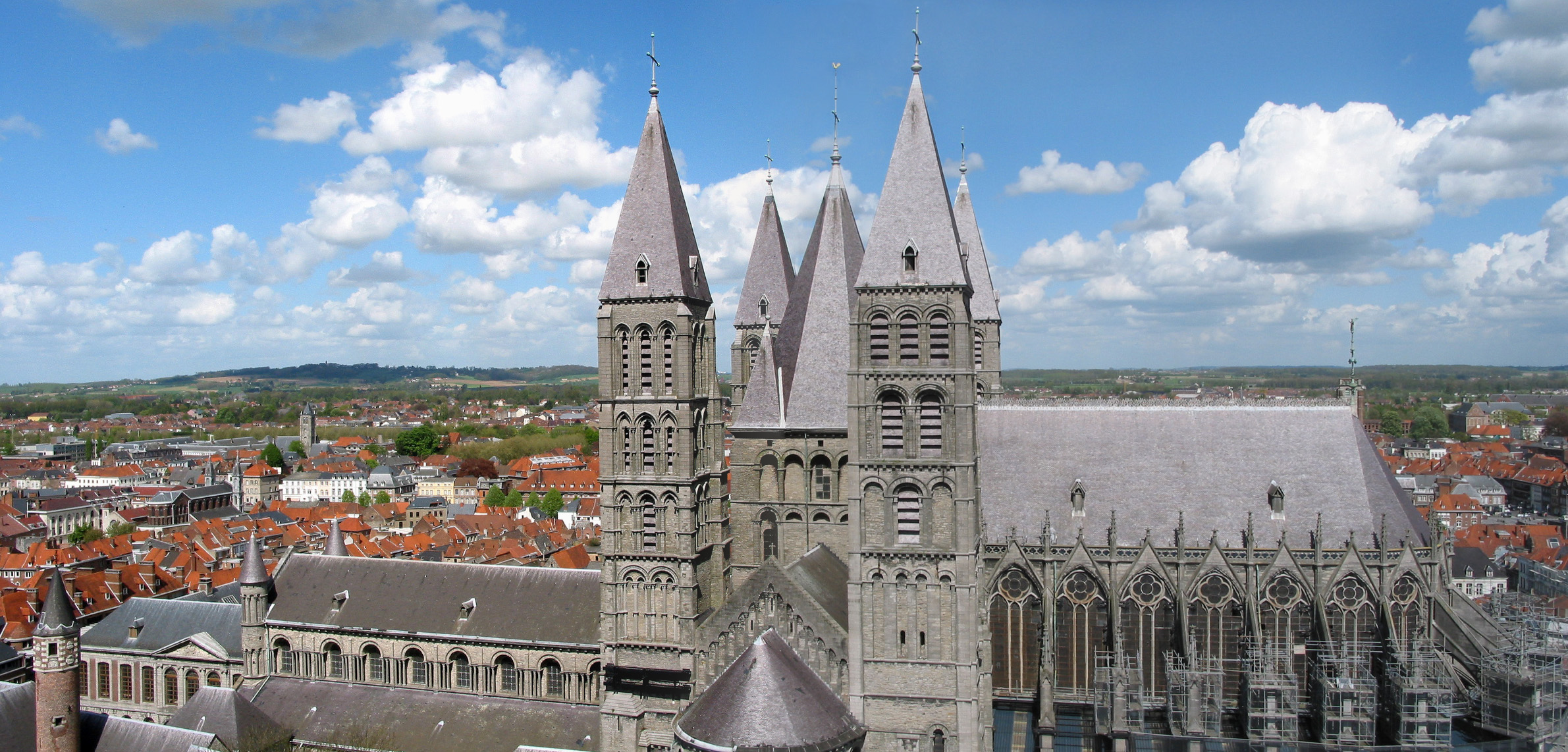

투르네 성당(영어: Tournai Cathedral)은 벨기에에서 1146년에 시공하여 1700년에 완공된 성당이다. 1936년 이래 왈롱의 주요 유산으로, 2000년에 세계 문화 유산으로 분류되었다. 고딕 양식의 83m의 5개의 탑이 있으며 12세기에 지어진 걸로 보이는 로마네스크 건축의 신랑, 66m 높이에 위치한 둥근 실내돔이 특징이며, 벨기에에서 가장 오래되었다. 건축 양식은 고딕, 로마네스크, 바로크식이 섞여 있으며 건축가는 익명이다., 성구실:G.Hersecap; Holy Spirit chapel: Simon Vollant가 만들었다.
현재 성당 내부는 대대적인 보수공사로 많은 부분이 가려져 있지만 넒은 회랑과 파이프오르간, 스테인드글라스 등은 관람이 가능하며, 사진 촬영은 불가능하나 보물함과 십자가, 태피스트리를 보관하고 있는 보물실은 입장이 가능하다.